# Серо (Ређо ди Калабрија)
Серо је насеље у Италији у округу Ређо ди Калабрија, региону Калабрија.
Према процени из 2011. у насељу је живело 177 становника. Насеље се налази на надморској висини од 519 м.